# Пиренейска жаба акушерка
Alytes cisternasii е вид жаба от семейство Кръглоезични (Alytidae). Видът е почти застрашен от изчезване.

## Разпространение
Разпространен е в Испания и Португалия.

## Описание
Популацията на вида е намаляваща.